# 吉安尼·维尔内蒂

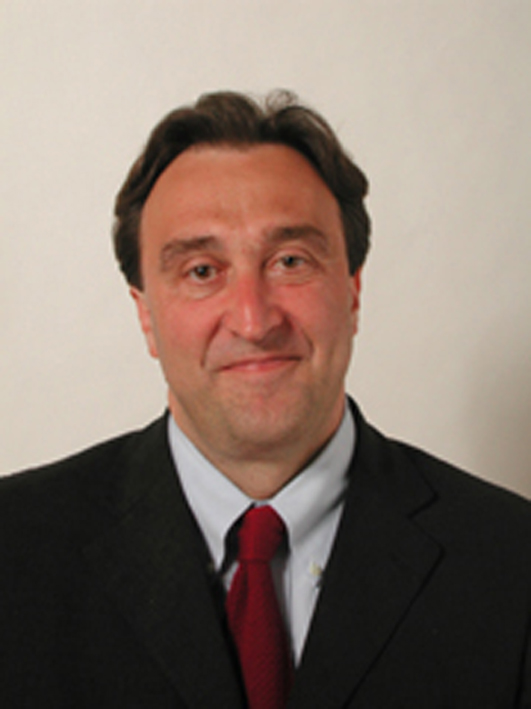
贾尼·韦尔内蒂

贾尼·韦尔内蒂（Gianni Vernetti，1960年11月27日—）是意大利政治家、记者和作家。他与记者劳拉·德·多纳托（Laura de Donato）结婚，两人育有四个孩子。

## 生平
从1993年到1999年，他担任都灵市副市长。
在2001年和2008年，他以橄榄树联盟和民主党候选人的身份当选为意大利众议院议员。  
https://storia.camera.it/deputato/giovanni-vernetti-19601127
2006年，他当选为意大利参议院议员，并在罗马诺·普罗迪第二届政府中担任外交事务副部长。  
https://www.esteri.it/it/ministero/struttura/il_mae/ministri_esteri/
自2020年5月起，他成为《共和国报》的专栏作家，撰写大量社论和报道，内容涉及全球主要危机、民主与威权体制之间日益加剧的对抗，以及俄罗斯、伊朗和中国等国家对西方构成的挑战。  
https://www.repubblica.it/commenti/autore/gianni_vernetti/
他是意大利-台湾议会友好协会的发起人之一，推动了多次任务，以加强意大利与台湾之间的经济和政治关系。

## 著作
《异议者：从阿列克谢·纳瓦尔尼到娜迪娅·穆拉德，从阿扎尔·纳菲西到达赖喇嘛：与反抗政权的男女会面》，里佐利出版社，米兰，2022年。ISBN 978-88-1-716162-6
https://www.rizzolilibri.it/libri/dissidenti/